# Feuerwehr in der Mongolei

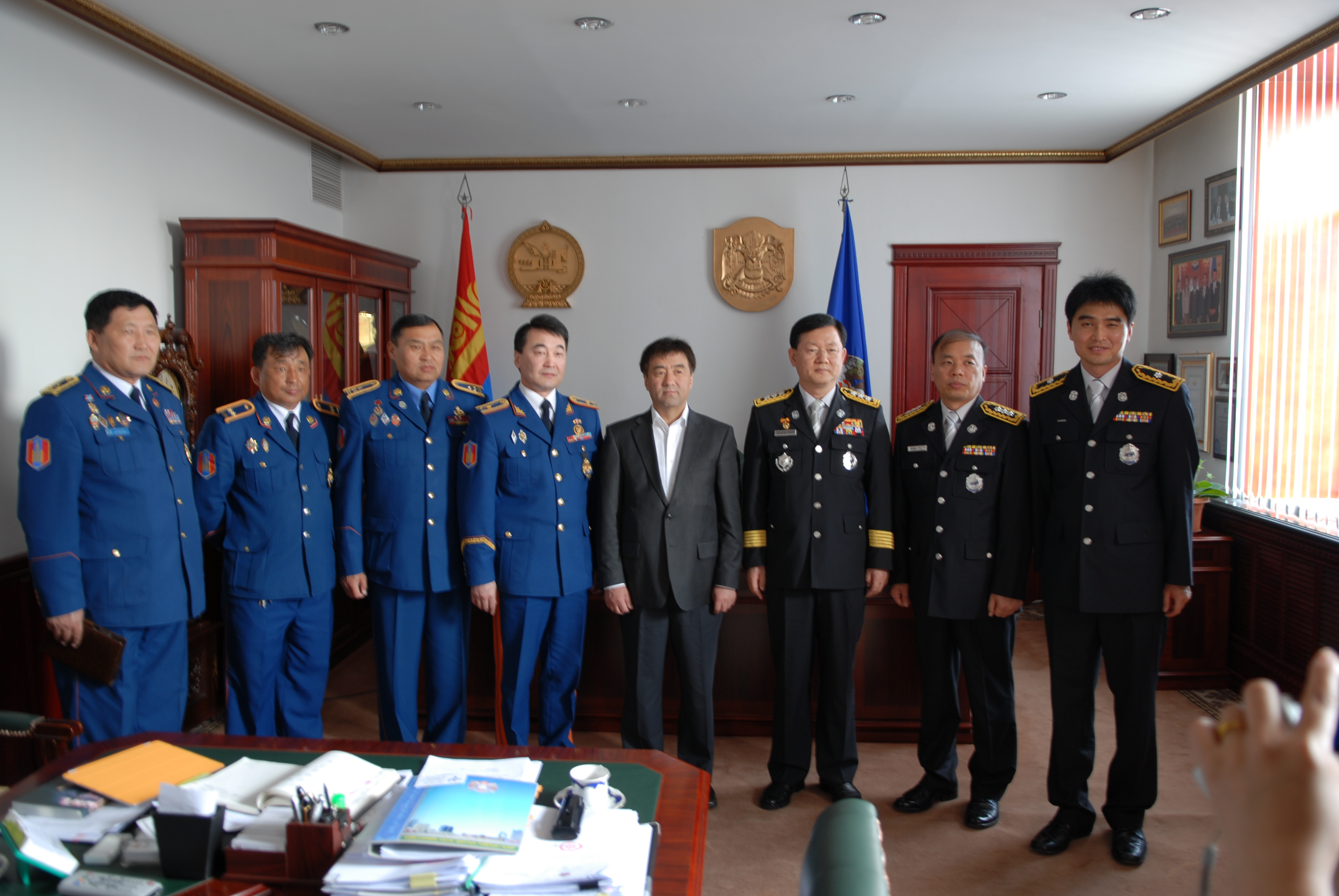
Feuerwehr-Führungskräfte in Ulaanbaatar mit Gast aus Südkorea

Die Feuerwehr in der Mongolei besteht aus über 3100 Berufsfeuerwehrleuten und über 70 Feuerwehrleuten auf Teilzeitbasis. Freiwillige Feuerwehrleute gibt es in der Mongolei nicht.

## Allgemeines
In der Mongolei bestehen 64 Feuerwachen und Feuerwehrhäuser, in denen 138 Löschfahrzeuge und 6 Drehleitern bzw. Teleskopmasten bereitstehen. Insgesamt sind 3226 Personen, davon 3152 Berufsfeuerwehrleute und 74 Teilzeit-Feuerwehrleute, im Feuerwehrwesen tätig. Der Frauenanteil beträgt 0,1 Prozent.
Die mongolischen Feuerwehren wurden im Jahr 2019 zu 57.294 Einsätzen alarmiert, dabei waren 4.209 Brände zu löschen. Hierbei wurden 54 Tote von den Feuerwehren geborgen und 68 Verletzte gerettet.

## Außergewöhnliche Brandereignisse
Im Mai 2021 brach im Gebiet des Unterlaufs vom Fluss Surt in Selenge Soum, in der Provinz Bulgan-Aimag, ein großer Waldbrand aus. Der Brand wütete 250 km nordöstlich des Aimag-Zentrums, 120 km nordöstlich des Soum-Zentrums und 130 km nordöstlich des Dorfes Khyalganat, Khangal Soum.
Die Feuerwehr- und Rettungseinheit 50 bekämpften das Feuer und löschten es schließlich vollständig. Das Feuer zerstörte 30 Hektar Grünland. Nach Angaben der nationalen Feuerwehrorganisation war das Gebiet, in dem der Waldbrand ausbrach, mit Gras, Bäumen und Sträuchern überwuchert.
Von Januar bis April 2021 ereigneten sich der Mongolei insgesamt 17 Wald- und Steppenbrände in 14 Soums (Verwaltungseinheiten) von 7 Aimags (Provinzen), darunter Bulgan, Dornod, Süchbaatar, Selenge, Tüw, Khentii und Khovd. Die Brände betrafen 19 Hektar Wald und 283.150 Hektar Steppe, also insgesamt 283.169 Hektar.

## Feuerwehrorganisation
Die nationale Feuerwehrorganisation Онцгой байдлын ерөнхий газар repräsentiert die mongolischen Feuerwehren mit ihren über 3200 Feuerwehrangehörigen.